# Eenigen
Eenigen (« Quelques jeunes ») est un collectif d'artistes plasticiens de la ville belge d'Anvers, qui existe de 1900 à 1905.

## Expositions
Le but de l'association est principalement d'organiser des expositions collectives, dont cinq sont organisées :
- 1900 au vieux musée d'Anvers (Venusstraat)[1] ;
- 28 mai 1901 au vieux musée d'Anvers (Venusstraat)[1] ;
- du 13 au 27 avril 1902 au vieux musée d'Anvers (Venusstraat)[1] ;
- de mai au 6 juin 1903 : au cercle artistique d'Anvers[2] ;
- de juillet à septembre 1903 au Casino de Blankenberghe[1]
- du 28 novembre au 6 décembre 1903 au cercle artistique d'Anvers[1].

Aucune exposition n'est organisée en 1904, mais il était prévu d'en organiser une en 1905 qui n'a pas eu lieu. En 1905, L'Art Contemporain (Kunst van Heden) est fondée et de nombreux membres de Eenigen la rejoignent.

## Membres
Richard Baseleer, Karel Collens, Aloïs De Laet, Victor Hageman, Camille Lambert, Armand Maclot, Ernest Naets, Maurits Nykerk, Charles Mertens, George Morren, Jacob Smits, Alfons Jozef Strymans, Walter Vaes, Eugeen van Mieghem et Edmond Van Offel.

## Accueil critique
Lors de l'exposition de 1903 au cercle artistique d'Anvers, le quotidien anversois La Métropole publie : « Elle n'est pas pour plaire à tous cette exposition, dont les tendances nettement réalistes et impressionnistes recommencent à Anvers un mouvement d'art vieux de vingt ans, partout ailleurs. […] Le seul reproche que je leur ferai c'est de tomber trop facilement en une vulgarité peu expressive et très inutile. En tête des exposants se place M. Jacob Smits avec deux fortes œuvres d'une sobriété et d'un coloris rappelant les maîtres d'autrefois ».
Pour sa part, le journal Le Matin estime que cette exposition paraîtra singulière à beaucoup car l'art qui est représenté n'a rien d'académique : Victor Hageman et ses compositions noires, Maurice Nykerk qui paraît peindre dans une crypte, Van Mieghem, plus lugubre encore, les vastes étendues claires de Baseleer, ….